# Juan Alfonso de Lancina

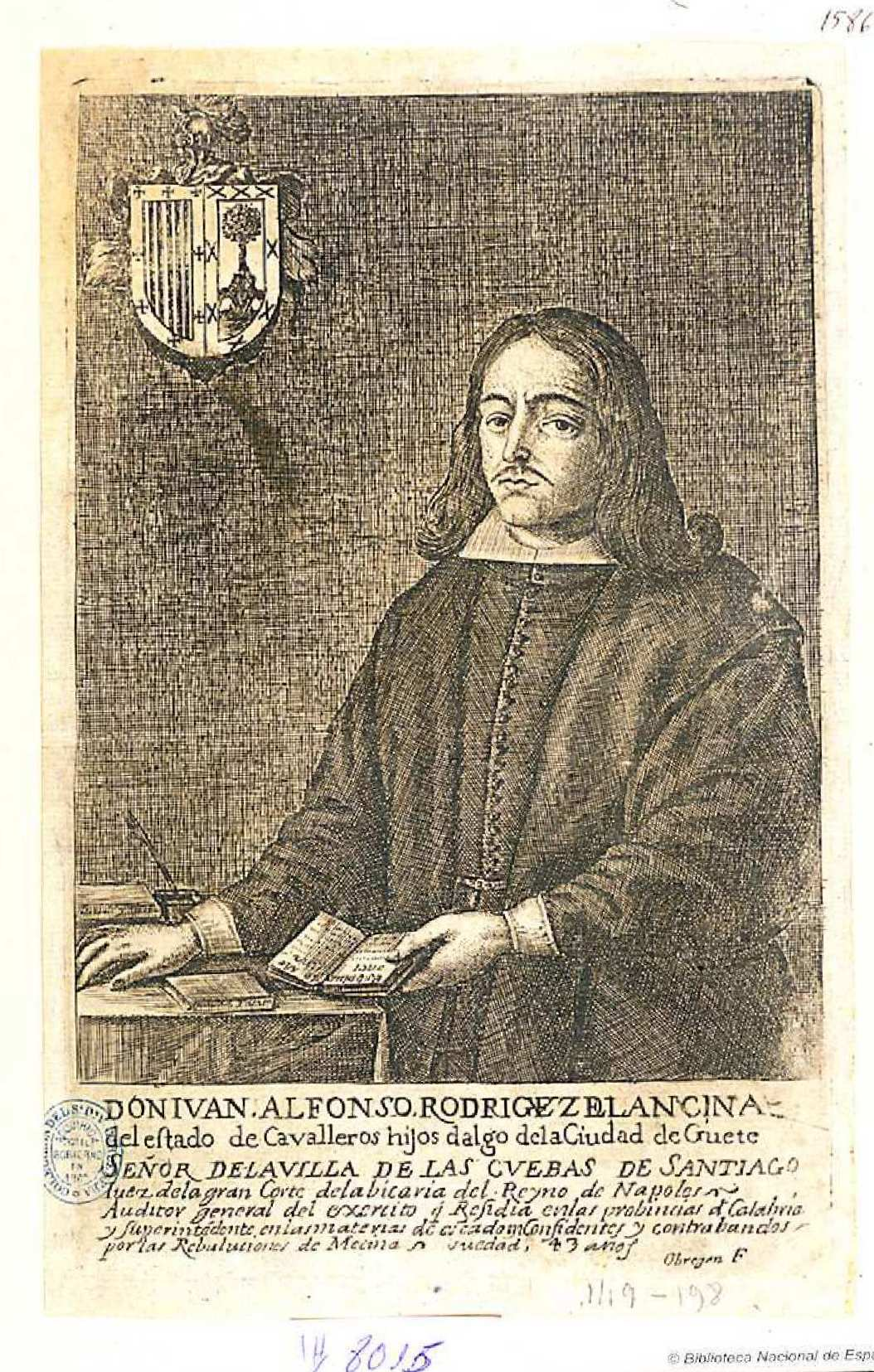
Juan Alfonso de Lancina. Grabado calcográfico de Diego de Obregón para la Historia de las reboluciones del Senado de Messina... impresa en Madrid por Julián de Paredes, 1692, Madrid, Biblioteca Nacional de España.

Juan Alfonso de Lancina (Huete, c. 1649-1703) fue un político y escritor español, traductor y comentarista de Tácito.

## Biografía
Natural de Huete (Cuenca), del linaje de los Rodríguez de la Encina perteneciente a la mediana nobleza local y señores de las Cuevas de Santiago, en 1668 marchó a Nápoles donde su pariente Félix de Lancina y Ulloa había sido nombrado presidente del Consejo de Santa Chiara. En Italia, según hacía constar en la portada de sus dos obras impresas, desempeñó los cargos de juez de la Gran Corte de la Vicaría en el Reino de Nápoles, superintendente delegado en las cuestiones de Estado, inconfidentes y contrabandos en Calabria y auditor general del ejército establecido en aquellas provincias. Allí, en ratos de ocio y por gusto por el estudio escribió tres obras que tituló Floro hispano, Notitia Imperii Hispani y Relaciones de la Rebelión del Senado de Messina. Sin embargo, según escribió él mismo en el prólogo a sus Comentarios políticos de los Anales, en un viaje a España en tiempos de paz su barco fue apresado por los franceses en las islas Yeres y, conducido a Tolón, perdió sus pertenencias y, entre ellas, los tres manuscritos, aunque pudo escapar con ayuda de un griego. Años después pudo publicar el libro dedicado a la revolución de Mesina gracias a que de él tenía una copia, no así los otros dos.
De vuelta en Nápoles trabajó en los comentarios a los Anales de Tácito, de los que llegó a componer seis libros aunque solo publicará el primero ya en Madrid, a donde regresó en 1686. Por razones no bien explicadas tuvo que salir de Italia contra su voluntad y, al llegar a la Corte, precipitó la publicación del primer libro de los Comentarios buscando acallar rumores y alcanzar puestos de responsabilidad que nunca logró, debiéndose conformar con el de regidor perpetuo de Huete, donde falleció en 1703.
El «último tacitista político», según lo definió Enrique Tierno Galván, cuando se propuso escribir sus comentarios, según decía en el prólogo de su obra, seguía una moda que era casi una «epidemia». Su traducción del libro primero de los Anales, no obstante, es la primera española que se acompaña del texto latino, para el que Lancina se sirvió de la edición de Justo Lipsio, entre otras, pero sus comentarios son estrictamente políticos y no filológicos. Carente de una estructura sistemática, aborda todas las cuestiones características del tacitismo del siglo XVII y analiza la cuestión de la organización del Estado y de la monarquía absoluta con comentarios que brotan, según observa José Antonio Maravall, al hilo de la lectura de algunas líneas de Tácito, resultando en ocasiones algo prolijos.

## Obras
- Comentarios políticos a los Annales de Cayo Vero Cornelio Tácito... por don Iuan Alonso de Lancina en Madrid: en la Oficina de Melchor Álvarez, 1687.[6]
- Historia de las reboluciones del Senado de Messina... En Madrid: Por Julián de Paredes, Impressor de libros en la Plazuela del Ángel, 1692.[7]